# Quadrimorphinidae
Quadrimorphinidae es una familia de foraminíferos bentónicos de la superfamilia Chilostomelloidea, del suborden Rotaliina y del orden Rotaliida. Su rango cronoestratigráfico abarca desde el Cretácico superior hasta la Actualidad.

## Clasificación
Quadrimorphinidae incluye al siguiente género:
- Quadrimorphina

Otro género considerado en Quadrimorphinidae es:
- Gyromorphina, aceptado como Quadrimorphina